# Gran Premio d'Italia 2011
Il Gran Premio d'Italia 2011 si è corso domenica 11 settembre 2011 sul Circuito di Monza a Monza, tredicesima prova della stagione 2011 del Campionato Mondiale di Formula 1. La gara è stata vinta dal tedesco Sebastian Vettel su Red Bull Racing-Renault, al suo diciottesimo successo nel mondiale. Vettel ha preceduto sul traguardo il britannico Jenson Button su McLaren-Mercedes e lo spagnolo Fernando Alonso su Ferrari.
Per il suo successo, a Vettel è stata anche assegnata la Coppa del 150º anniversario dell'Unità d'Italia.

## Vigilia

### Sviluppi futuri
Viene presentata la versione definitiva del calendario per il 2012. Le gare raggiungono il numero record di venti e viene confermata l'esclusione del Gran Premio di Turchia.
Viene deciso di reinserire una sessione di test durante la stagione. La FOTA stabilisce che tale sessione si tenga all'Autodromo Internazionale del Mugello tra il 1º e il 3 maggio 2012, prima dei gran premi europei.
Jarno Trulli viene confermato alla Lotus anche per il 2012. La Red Bull e la Renault estendono il contratto di fornitura dei motori e del KERS fino al 2016.

### Aspetti tecnici
La Pirelli, fornitore unico degli pneumatici, annuncia per questa gara gomme morbide e medie. Dopo le polemiche del Gran Premio di Spa sull'eccessivo fenomeno di blistering, la casa italiana consiglia alle scuderie un camber di 3,75 gradi. A Spa il livello consigliato era di 4 gradi, con la RBR che si spinse fino a 4,3. Tale scelta sarebbe la causa dell'eccessivo consumo degli pneumatici da parte della vettura anglo-austriaca. La FIA accoglie la proposta della Pirelli è stabilisce che il camber massimo non potrà superare obbligatoriamente i 3,25 gradi.
La FIA definisce due zone indipendenti per l'attivazione del dispositivo DRS. La prima sul rettifilo dei box, la seconda prima della variante Ascari. La sperimentazione di due zone venne effettuata anche nel Gran Premio di Montréal e nel Gran Premio di Valencia, ma in quel caso venne posto un solo punto per la determinazione del distacco tra i piloti.

### Aspetti sportivi
Dopo aver già sostituito nel gran premio precedente Nick Heidfeld, Bruno Senna prenderà il posto del tedesco in Renault fino al termine della stagione.
La FIA nomina come commissario aggiunto l'ex pilota irlandese Derek Daly.
Il gran premio è evento ufficiale dei festeggiamenti del 150º anniversario dell'Unità d'Italia. Una targa celebrativa della Presidenza della Repubblica e una speciale bandiera tricolore, inviate dal presidente Giorgio Napolitano all'Automobile Club d'Italia, vengono esposte nella sala ospitalità dell'ACI in autodromo. Sebastian Vettel pone sul casco un logo per celebrare tale evento. Anche i cordoli del circuito vengono ridipinti coi colori bianco, rosso e verde. Vitalij Petrov corre con un casco interamente nero in segno di lutto per la tragedia aerea di Jaroslavl'.
La Renault annuncia l'arrivo di quattro nuovi sponsor: il gruppo farmaceutico Auden McKenzie, il gruppo delle telecomunicazioni brasiliano Embratel, la compagnia petrolifera brasiliana OGX e la Gillette. La Scuderia Toro Rosso annuncia invece l'accordo con la compagnia petrolifera spagnola CEPSA.
Nella prima sessione di prova libere del venerdì Nico Hülkenberg prende il posto di Paul di Resta alla Force India-Mercedes e Karun Chandhok quello di Jarno Trulli alla Lotus-Renault.

## Prove

### Resoconto
Nella prima sessione in testa vi sono i due piloti della McLaren-Mercedes, con Lewis Hamilton che precede Jenson Button di quasi un secondo. Michael Schumacher è autore di un'escursione di pista alla parabolica, senza gravi danni. Heikki Kovalainen e Jérôme d'Ambrosio scontano dei problemi tecnici sulle loro vetture.
Nella seconda sessione si è portato in testa prima Sergio Pérez della Sauber-Ferrari, poi superato da Lewis Hamilton. Nei primi minuti Sébastien Buemi della STR-Ferrari è uscito alla parabolica danneggiando la sua monoposto.
Vari piloti si sono alternati alla guida della sessione: prima Jenson Button, poi il duo della RBR-Renault: Mark Webber e Sebastian Vettel. Con gomme morbide il primo a far segnare il miglior tempo è stato Michael Schumacher, dopo 45 minuti dall'inizio della sessione. Il tempo del tedesco è stato battuto poi da Hamilton e, infine, da Vettel. La Williams è stata multata di 5000 € per aver montato sulla vettura di Rubens Barrichello un set di gomme dure che non era stato precedentemente indicato.
Anche nella sessione del sabato mattina i tempi migliori sono stati fatti segnare dai due piloti della RBR, con Sebastian Vettel che ha preceduto Mark Webber di poco più di tre decimi. Al terzo posto si è classificato il pilota della Ferrari Felipe Massa.
Sébastien Buemi, Sergio Pérez e Vettel sono finiti lunghi alla chicane della Roggia, mentre Timo Glock è stato autore di un'uscita alla variante Ascari.

### Risultati
Nella prima sessione del venerdì si è avuta questa situazione:
| Pos | Nº | Pilota           | Costruttore      | Tempo    | Gap    | Giri |
| --- | -- | ---------------- | ---------------- | -------- | ------ | ---- |
| 1   | 3  | Lewis Hamilton   | McLaren-Mercedes | 1'23"865 |        | 18   |
| 2   | 4  | Jenson Button    | McLaren-Mercedes | 1'24"786 | +0"921 | 19   |
| 3   | 1  | Sebastian Vettel | RBR-Renault      | 1'25"231 | +1"366 | 25   |

Nella seconda sessione del venerdì si è avuta questa situazione:
| Pos | Nº | Pilota             | Costruttore      | Tempo    | Gap    | Giri |
| --- | -- | ------------------ | ---------------- | -------- | ------ | ---- |
| 1   | 1  | Sebastian Vettel   | RBR-Renault      | 1'24"010 |        | 37   |
| 2   | 3  | Lewis Hamilton     | McLaren-Mercedes | 1'24"046 | +0"036 | 21   |
| 3   | 7  | Michael Schumacher | Mercedes GP      | 1'24"347 | +0"337 | 39   |

Nella sessione del sabato mattina si è avuta questa situazione:
| Pos | Nº | Pilota           | Costruttore | Tempo    | Gap    | Giri |
| --- | -- | ---------------- | ----------- | -------- | ------ | ---- |
| 1   | 1  | Sebastian Vettel | RBR-Renault | 1'23"170 |        | 18   |
| 2   | 2  | Mark Webber      | RBR-Renault | 1'23"534 | +0"364 | 19   |
| 3   | 6  | Felipe Massa     | Ferrari     | 1'23"668 | +0"498 | 14   |

## Qualifiche

### Resoconto
Nella Q1 sono stati eliminati i piloti di Lotus-Renault, Virgin-Cosworth e HRT-Cosworth, assieme a Jaime Alguersuari della Toro Rosso-Ferrari. Pastor Maldonado della Williams-Cosworth ha potuto prendere parte alle sessione solo negli ultimi minuti a causa di un problema tecnico. Questo però non gli ha impedito di passare in Q2. In questa fase il miglior tempo è stato fatto segnare da Lewis Hamilton davanti a Sebastian Vettel.
Nella seconda parte il tempo più veloce è fatto da Vettel, che precede i due della McLaren-Mercedes Button e Hamilton. Negli ultimi istanti Bruno Senna della Renault riesce a strappare il decimo tempo utile per entrare in Q3 a Paul di Resta della Force India-Mercedes. Vengono eliminati, oltre all'altro pilota della Force India Adrian Sutil, anche i due della Sauber, i due della Williams e Buemi.
Nella fase decisiva escono in pista subito le due Ferrari. Massa precede di qualche centinaio di metri Fernando Alonso, nel tentativo di garantire allo spagnolo l'effetto scia. I tempi dei due ferraristi vengono però subito battuti da Button e poi da Vettel che si è posto al comando della classifica, davanti all'altro pilota della McLaren, Hamilton. Mark Webber ha effettuato il suo primo tentativo a soli cinque minuti dal termine della Q3, inserendosi al quinto posto. Il suo compagno di scuderia, Vettel, ha dovuto annullare il suo secondo giro dopo un errore alla seconda di Lesmo e un controllo al limite alla variante Ascari. Il tedesco ha poi accusato problemi al KERS, tanto che il suo team gli ha chiesto di sfruttare le scie nell'ultimo tentativo.
Vettel si è migliorato ancora ottenendo la pole davanti alle due McLaren di Hamilton e Button. I buoni intermedi iniziali di Michael Schumacher e Alonso, fatti segnare nell'ultimo giro, non sono stati sufficienti per garantire ai due piloti più del ottavo e quarto posto, rispettivamente. Per Vettel è la pole numero 25, per la Red Bull quella numero 33, la tredicesima sulle tredici gare del mondiale finora disputate.

### Risultati
Nella sessione di qualifica si è avuta questa situazione:
| Pos                         | Nº | Pilota             | Costruttore          | Q1       | Q2       | Q3          | Griglia |
| --------------------------- | -- | ------------------ | -------------------- | -------- | -------- | ----------- | ------- |
| 1                           | 1  | Sebastian Vettel   | RBR-Renault          | 1'24"002 | 1'22"914 | 1'22"275    | 1       |
| 2                           | 3  | Lewis Hamilton     | McLaren-Mercedes     | 1'23"976 | 1'23"172 | 1'22"725    | 2       |
| 3                           | 4  | Jenson Button      | McLaren-Mercedes     | 1'24"013 | 1'23"031 | 1'22"777    | 3       |
| 4                           | 5  | Fernando Alonso    | Ferrari              | 1'24"134 | 1'23"342 | 1'22"841    | 4       |
| 5                           | 2  | Mark Webber        | RBR-Renault          | 1'24"148 | 1'23"387 | 1'22"972    | 5       |
| 6                           | 6  | Felipe Massa       | Ferrari              | 1'24"523 | 1'23"681 | 1'23"188    | 6       |
| 7                           | 10 | Vitalij Petrov     | Renault              | 1'24"486 | 1'23"741 | 1'23"530    | 7       |
| 8                           | 7  | Michael Schumacher | Mercedes GP          | 1'25"108 | 1'23"671 | 1'23"777    | 8       |
| 9                           | 8  | Nico Rosberg       | Mercedes GP          | 1'24"550 | 1'23"335 | 1'24"477    | 9       |
| 10                          | 9  | Bruno Senna        | Renault              | 1'24"914 | 1'24"157 | senza tempo | 10      |
| 11                          | 15 | Paul di Resta      | Force India-Mercedes | 1'24"574 | 1'24"163 | N.D.        | 11      |
| 12                          | 14 | Adrian Sutil       | Force India-Mercedes | 1'24"595 | 1'24"209 | N.D.        | 12      |
| 13                          | 11 | Rubens Barrichello | Williams-Cosworth    | 1'24"975 | 1'24"648 | N.D.        | 13      |
| 14                          | 12 | Pastor Maldonado   | Williams-Cosworth    | 1'24"798 | 1'24"726 | N.D.        | 14      |
| 15                          | 17 | Sergio Pérez       | Sauber-Ferrari       | 1'25"113 | 1'24"845 | N.D.        | 15      |
| 16                          | 18 | Sébastien Buemi    | STR-Ferrari          | 1'25"164 | 1'24"932 | N.D.        | 16      |
| 17                          | 16 | Kamui Kobayashi    | Sauber-Ferrari       | 1'24"879 | 1'25"065 | N.D.        | 17      |
| 18                          | 19 | Jaime Alguersuari  | STR-Ferrari          | 1'25"334 | N.D.     | N.D.        | 18      |
| 19                          | 21 | Jarno Trulli       | Lotus-Renault        | 1'26"647 | N.D.     | N.D.        | 19      |
| 20                          | 20 | Heikki Kovalainen  | Lotus-Renault        | 1'27"184 | N.D.     | N.D.        | 20      |
| 21                          | 24 | Timo Glock         | Virgin-Cosworth      | 1'27"591 | N.D.     | N.D.        | 21      |
| 22                          | 25 | Jérôme d'Ambrosio  | Virgin-Cosworth      | 1'27"609 | N.D.     | N.D.        | 22      |
| 23                          | 22 | Daniel Ricciardo   | HRT-Cosworth         | 1'28"054 | N.D.     | N.D.        | 23      |
| 24                          | 23 | Vitantonio Liuzzi  | HRT-Cosworth         | 1'28"231 | N.D.     | N.D.        | 24      |
| Tempo limite 107%: 1'29"854 |    |                    |                      |          |          |             |         |

Con i tempi in grassetto sono visualizzate le migliori prestazioni in Q1, Q2 e Q3.

## Gara

### Resoconto

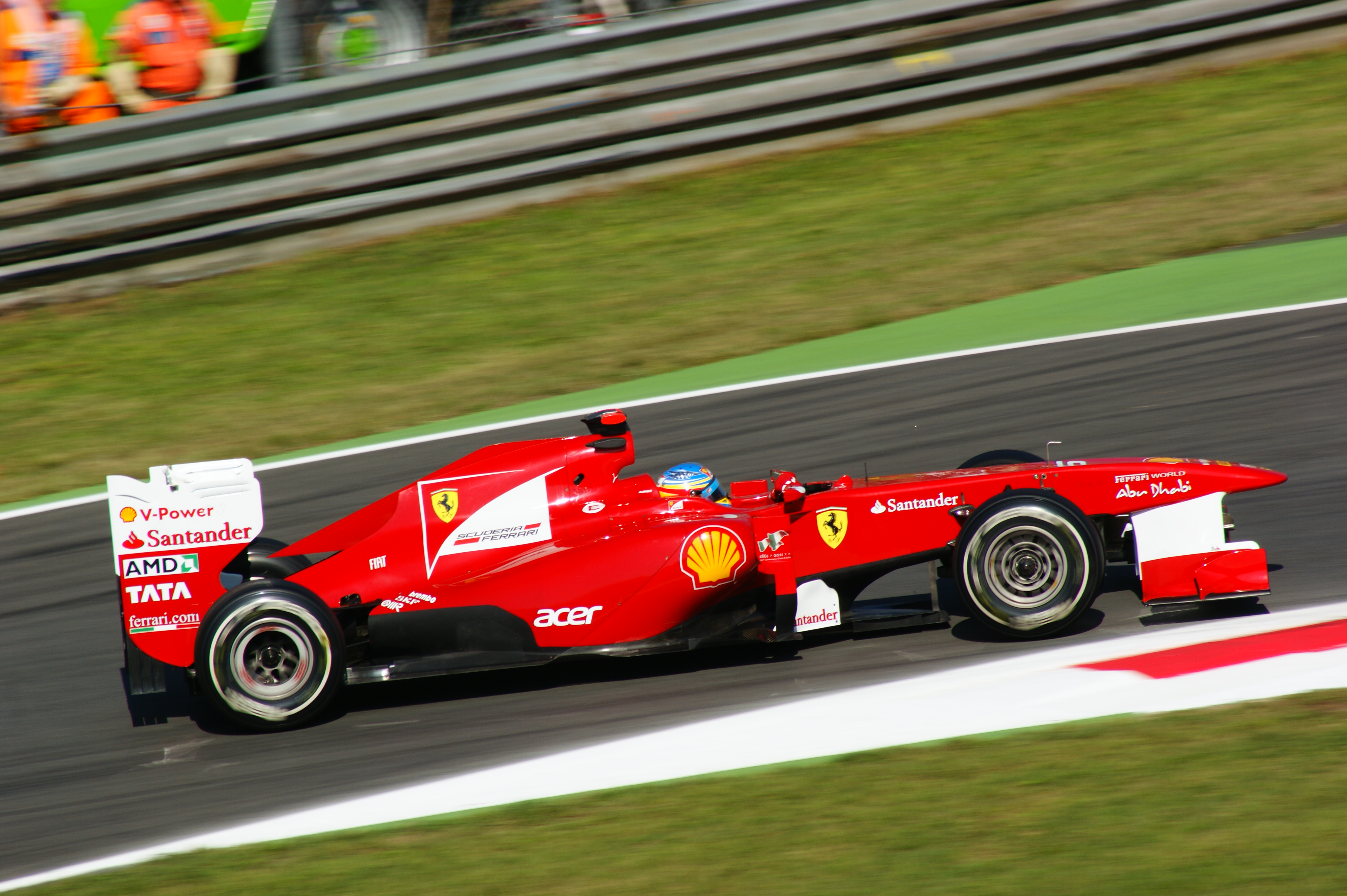
Fernando Alonso alla guida della sua Ferrari. Al via fu autore di un'ottima partenza che gli permise di portarsi in testa alla gara.

Al via Fernando Alonso riesce a passare in testa con una manovra sul lato destro della pista. Alla prima variante dietro di lui si portano Sebastian Vettel e Lewis Hamilton. Nelle retrovie l'HRT di Vitantonio Liuzzi va sull'erba, diventa incontrollabile e, ad alta velocità, piomba sulla prima chicane, colpendo la Renault di Vitalij Petrov, che a sua volta colpisce la Mercedes di Nico Rosberg. I tre sono costretti al ritiro. Per liberare la pista dai tanti detriti la direzione di gara fa entrare la Safety Car.
Alla ripartenza, dopo due giri dietro la vettura di sicurezza, Michael Schumacher passa Hamilton, e Mark Webber passa l'altro pilota della McLaren, Jenson Button, conquistando il sesto posto. Vettel si avvicina molto ad Alonso e lo passa, al giro seguente, alla variante della Roggia, dopo aver affiancato all'esterno la vettura dello spagnolo nella Biassono. Anche Webber attacca Felipe Massa per la quinta posizione, alla prima chicane: i due vengono a contatto e la Red Bull dell'australiano perde il musetto. Webber prosegue ma esce di pista alla parabolica, con una vettura ormai inguidabile. Il brasiliano della Ferrari scende in decima posizione ma, nel volgere di pochi giri, ritorna in sesta, grazie a una bella serie di sorpassi.

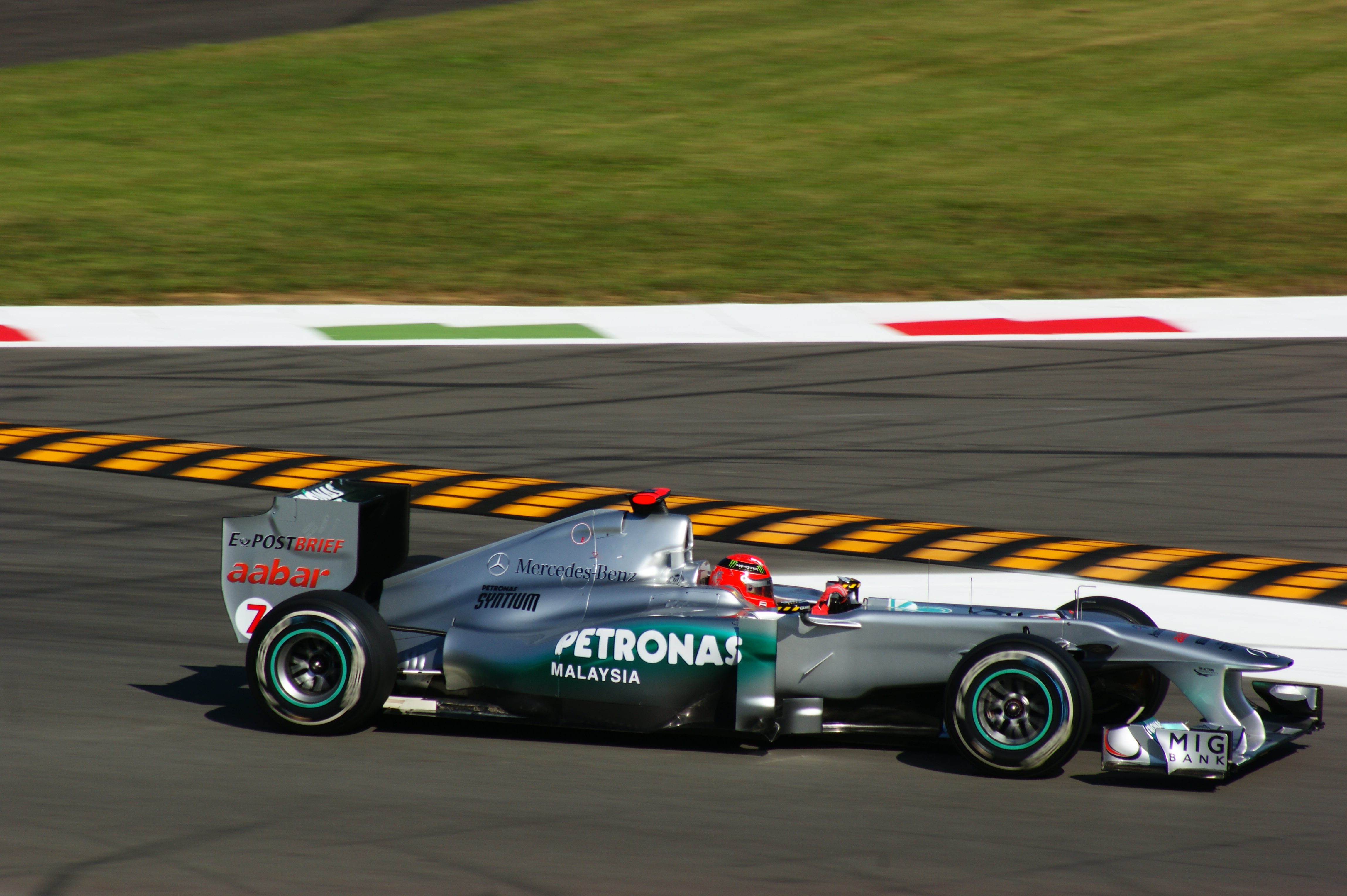
Michael Schumacher, autore di un lungo duello con Lewis Hamilton durante varie fasi della corsa.

Hamilton mette pressione a Schumacher per diversi giri, fino a riuscire a passarlo al giro 13; il tedesco però riesce a riprendersi la posizione immediatamente. Ne approfitta Jenson Button che passa prima Hamilton alla Roggia, poi Schumacher all'Ascari, durante il sedicesimo passaggio.
Tra il 17º e il 21º giro tutti i piloti di testa vanno al primo cambio gomme. La situazione di classifica resta però invariata con Sebastian Vettel che guida su Fernando Alonso, Jenson Button, Michael Schumacher e Lewis Hamilton.
Nei giri seguenti si ripropone il duello tra Schumacher e Hamilton; l'inglese passa il tedesco al 27º giro. Anche il secondo cambio degli pneumatici non muta le posizioni. Al 36º giro Jenson Button passa Fernando Alonso alla Curva Grande. Lo spagnolo cerca di resistere fino alla Roggia, ma senza successo. La Ferrari paga, come a Spa, una scarsa resa con la mescola più dura.
Negli ultimi giri Hamilton cerca di avvicinarsi ad Alonso, ma senza riuscire mai a impensierirlo.
Sebastian Vettel vince per la 18ª volta nel mondiale, vittoria numero 23 per la Red Bull; dietro c'è Jenson Button e Fernando Alonso, che conquista il 70° podio nel mondiale. A punti per la prima volta in carriera Bruno Senna, che chiude nono nel suo secondo Gran Premio alla guida della Renault.
Il gran premio ha visto ben 8 ritirati ed un non classificato, ovvero il numero massimo per quanto riguarda la stagione 2011.

### Risultati
I risultati del gran premio sono i seguenti:
| Pos | Nº | Pilota             | Costruttore          | Giri | Tempo/Ritiro                          | Griglia | Punti |
| --- | -- | ------------------ | -------------------- | ---- | ------------------------------------- | ------- | ----- |
| 1   | 1  | Sebastian Vettel   | RBR-Renault          | 53   | 1h20'46"172                           | 1       | 25    |
| 2   | 4  | Jenson Button      | McLaren-Mercedes     | 53   | +9"590                                | 3       | 18    |
| 3   | 5  | Fernando Alonso    | Ferrari              | 53   | +16"909                               | 4       | 15    |
| 4   | 3  | Lewis Hamilton     | McLaren-Mercedes     | 53   | +17"417                               | 2       | 12    |
| 5   | 7  | Michael Schumacher | Mercedes GP          | 53   | +32"677                               | 8       | 10    |
| 6   | 6  | Felipe Massa       | Ferrari              | 53   | +42"993                               | 6       | 8     |
| 7   | 19 | Jaime Alguersuari  | STR-Ferrari          | 52   | +1 giro                               | 18      | 6     |
| 8   | 15 | Paul di Resta      | Force India-Mercedes | 52   | +1 giro                               | 11      | 4     |
| 9   | 9  | Bruno Senna        | Renault              | 52   | +1 giro                               | 10      | 2     |
| 10  | 18 | Sébastien Buemi    | STR-Ferrari          | 52   | +1 giro                               | 16      | 1     |
| 11  | 12 | Pastor Maldonado   | Williams-Cosworth    | 52   | +1 giro                               | 14      |       |
| 12  | 11 | Rubens Barrichello | Williams-Cosworth    | 52   | +1 giro                               | 13      |       |
| 13  | 20 | Heikki Kovalainen  | Lotus-Renault        | 51   | +2 giri                               | 20      |       |
| 14  | 21 | Jarno Trulli       | Lotus-Renault        | 51   | +2 giri                               | 19      |       |
| 15  | 24 | Timo Glock         | Virgin-Cosworth      | 51   | +2 giri                               | 21      |       |
| NC  | 22 | Daniel Ricciardo   | HRT-Cosworth         | 39   | +14 giri                              | 23      |       |
| Rit | 17 | Sergio Pérez       | Sauber-Ferrari       | 32   | Cambio                                | 15      |       |
| Rit | 16 | Kamui Kobayashi    | Sauber-Ferrari       | 21   | Cambio                                | 17      |       |
| Rit | 14 | Adrian Sutil       | Force India-Mercedes | 9    | Sterzo                                | 12      |       |
| Rit | 2  | Mark Webber        | RBR-Renault          | 4    | Incidente                             | 5       |       |
| Rit | 25 | Jérôme d'Ambrosio  | Virgin-Cosworth      | 1    | Cambio                                | 22      |       |
| Rit | 10 | Vitalij Petrov     | Renault              | 0    | Collisione con N. Rosberg e V. Liuzzi | 7       |       |
| Rit | 8  | Nico Rosberg       | Mercedes GP          | 0    | Collisione con V. Petrov              | 9       |       |
| Rit | 23 | Vitantonio Liuzzi  | HRT-Cosworth         | 0    | Collisione con V. Petrov              | 24      |       |

## Classifiche Mondiali

### Piloti
| Pos | Pilota             | Punti |
| --- | ------------------ | ----- |
| 1   | Sebastian Vettel   | 284   |
| 2   | Fernando Alonso    | 172   |
| 3   | Jenson Button      | 167   |
| 4   | Mark Webber        | 167   |
| 5   | Lewis Hamilton     | 158   |
| 6   | Felipe Massa       | 82    |
| 7   | Nico Rosberg       | 56    |
| 8   | Michael Schumacher | 52    |
| 9   | Vitalij Petrov     | 34    |
| 10  | Nick Heidfeld      | 34    |
| 11  | Kamui Kobayashi    | 27    |
| 12  | Adrian Sutil       | 24    |
| 13  | Jaime Alguersuari  | 16    |
| 14  | Sébastien Buemi    | 13    |
| 15  | Paul di Resta      | 12    |
| 16  | Sergio Pérez       | 8     |
| 17  | Rubens Barrichello | 4     |
| 18  | Bruno Senna        | 2     |
| 19  | Pastor Maldonado   | 1     |

### Costruttori
| Pos | Team                 | Punti |
| --- | -------------------- | ----- |
| 1   | RBR-Renault          | 451   |
| 2   | McLaren-Mercedes     | 325   |
| 3   | Ferrari              | 254   |
| 4   | Mercedes GP          | 108   |
| 5   | Renault              | 70    |
| 6   | Force India-Mercedes | 36    |
| 7   | Sauber-Ferrari       | 35    |
| 8   | STR-Ferrari          | 29    |
| 9   | Williams-Cosworth    | 5     |

## Decisioni della FIA
Al termine della gara, i commissari sportivi della FIA hanno deciso di sanzionare Vitantonio Liuzzi per l'incidente che ha messo fuori gioco alla prima curva Vitalij Petrov e Nico Rosberg. A Singapore il pilota dell'HRT-Cosworth dovrà scontare cinque posizioni in griglia.